# ELF5
ELF5 (англ. E74 like ETS transcription factor 5) – білок, який кодується однойменним геном, розташованим у людей на короткому плечі 11-ї хромосоми. Довжина поліпептидного ланцюга білка становить 265 амінокислот, а молекулярна маса — 31 263.
| 10         |  | 20         |  | 30         |  | 40         |  | 50         |
| ---------- |  | ---------- |  | ---------- |  | ---------- |  | ---------- |
| MPSLPHSHRV |  | MLDSVTHSTF |  | LPNASFCDPL |  | MSWTDLFSNE |  | EYYPAFEHQT |
| ACDSYWTSVH |  | PEYWTKRHVW |  | EWLQFCCDQY |  | KLDTNCISFC |  | NFNISGLQLC |
| SMTQEEFVEA |  | AGLCGEYLYF |  | ILQNIRTQGY |  | SFFNDAEESK |  | ATIKDYADSN |
| CLKTSGIKSQ |  | DCHSHSRTSL |  | QSSHLWEFVR |  | DLLLSPEENC |  | GILEWEDREQ |
| GIFRVVKSEA |  | LAKMWGQRKK |  | NDRMTYEKLS |  | RALRYYYKTG |  | ILERVDRRLV |
| YKFGKNAHGW |  | QEDKL      |  |            |  |            |  |            |

A: Аланін

C: Цистеїн

D: Аспарагінова кислота

E: Глутамінова кислота

F: Фенілаланін

G: Гліцин

H: Гістидин

I: Ізолейцин

K: Лізин

L: Лейцин

M: Метіонін

N: Аспарагін

P: Пролін

Q: Глутамін

R: Аргінін

S: Серин

T: Треонін

V: Валін

W: Триптофан

Кодований геном білок за функцією належить до активаторів. 
Задіяний у таких біологічних процесах, як транскрипція, регуляція транскрипції, альтернативний сплайсинг. 
Білок має сайт для зв'язування з ДНК. 
Локалізований у ядрі.